# La Vivandière

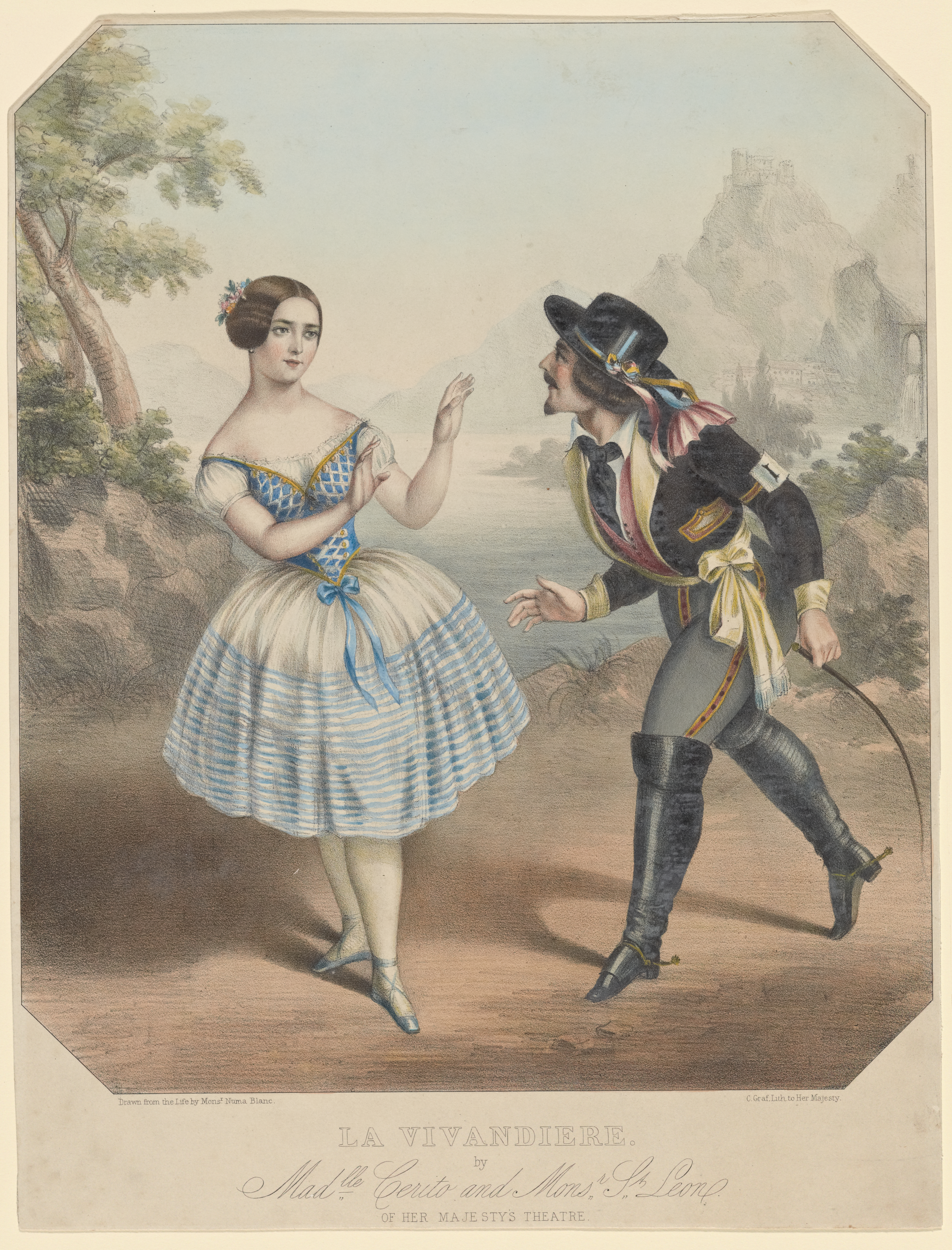
Fanny Cerrito und Arthur Saint-Leon in La Vivandière, 1844, Her Majesty’s Theatre, London

La Vivandière (russisch: Markitenka) ist ein Ballett in einem Akt. Die Choreografie stammt von Arthur Saint-Léon und Fanny Cerrito. Die Uraufführung des ursprünglich La Vivandière e il Postiglione betitelten Balletts fand am 26. November 1843 in Rom mit einer Musik Enrico Rolland statt.  Fanny Cerrito tanzte die Rolle der Marketenderin Kathi, Arthur Saint-Léon den Postboten Hans.
Am 23. Mai 1844 gab es eine Neuinszenierung desselben Balletts in London, möglicherweise bereits mit einer neuen Musik von Cesare Pugni. Für die Aufführungen ab 1844 wird im Allgemeinen Pugni als Komponist angegeben. Weitere Wiederaufnahmen des Stücks unter Arthur Saint-Léon selbst fanden 1845, 1846 und 1848 mit dem Ballett des Her Majesty’s Theatre statt. 1846 und 1847 traten die beiden in demselben Ballett unter dem deutschen Titel Marketenderin und Postillione an der Königlichen Oper in Berlin auf. Zu dem böhmischen Nationaltanz Danse Redova liegt ein Stich (datiert Juni 1844) vor, der beide in diesem Tanz zeigt. Eine Ballettquelle von Amint Freising gibt eine Choreografie dieses Tanzes, allerdings als Gruppentanz für vier Paare und nicht als Pas de deux wieder.
Am 13./25. Dezember 1855 (julianischer/gregorianischer Kalender) fand am Kaiserlichen Bolschoi-Theater in Sankt Petersburg eine Neuinszenierung von Jules Perrot unter dem Titel Markitenka statt. Maria Surovshchikova-Petipa tanzte die Rolle der Kathi, Jules Perrot den Hans.
Eine weitere Wiederaufnahme der Version von Perrot unter Marius Petipa fand am 8./20. Oktober 1881 am Kaiserlichen Mariinski-Theater in St. Petersburg statt, mit Ekaterina Vazem (Kathi), Pavel Gerdt (Hans) und Lew Iwanow (1. Postbote).

## Pas de Six de La Vivandière
Arthur Saint-Léon notierte eine Version des Pas de Six in seiner von ihm als „Sténochorégraphie“ bezeichneten Notationsmethode. Welche Version hier genau notiert ist, geht aus der Edition selbst nicht hervor (Musik von Pugni?). Die Aufzeichnung des Pas de Six befindet sich als Anhang in seiner gleichnamigen Schrift La Sténochorégraphie (Paris 1852), die dem russischen Zaren Nikolaus I. gewidmet ist (Faksimile in Pappacena 2005). 1975 wurde dieser Pas de Six zusammen mit der Musik von Pugni von Ann Hutchinson-Guest und Pierre Lacotte für das Joffrey Ballet rekonstruiert. 1978 studierte Lacotte dieses Stück für das Kirow-Ballett am Mariinski-Theater ein, welches das Stück im Repertoire behielt.
Der Pas de Six wurde inzwischen von zahlreichen Ballett-Kompanien aufgenommen und ist als La Vivandière Pas de Six oder Markitenka Pas de Six bekannt.

## Einzelanmerkungen
1. ↑  Flavia Pappacena (Hg.): Arthur Saint-Léon. La Sténochorégraphie, Lucca 2006, S. 107
2. ↑  La Vivandière, ou Markitantka auf der Website der Marius Petipa Society (englisch; Abruf am 21. Dezember 2020)